# Cordillera La Raya
La cordillera La Raya es una cadena montañosa que está situada en los Andes del Perú. Se extiende en dirección noreste aproximadamente entre 14.º 20 'y 14°33′ S y 70° 57 ’y 71°2′ O durante unos 10 km. Está repartida entre los departamentos del Cuzco y Puno, al noroeste del Altiplano y el Titicaca, cerca del abra La Raya.

## Picos más elevados
Uno de los picos más altos de la cordillera es Chimboya (5.489 metros (18.009 pies)). Otras montañas se enumeran a continuación.
| Montaña        | Elevación |
| -------------- | --------- |
| Yana Khuchilla | 5.472     |
| Chinchina      | 5.463     |
| Muskaya        | 5.414     |
| Kuntur Quta    | 5.425     |
| Qillqa         | 5.360     |
| Awkar Utaña    | 5.310     |
| Huch'uy K'uchu | 5.300     |

## Estructuras
En la parte más alta de la cordillera, en la abra homónima, se encuentra la estación de trenes La Raya que pertenece al Tramo Sur del Ferrocarril del Sur en dirección a la ciudad de Juliaca en el departamento de Puno.